# علم مرسيليا
علم مرسيليا أبيض اللون يتوسطه صليب لازوردي. اعتُمد علمًا في العصور الوسطى، ويتميز بأنه يسبق شعار المدينة، وليس العكس.

## تاريخ
يعود اعتماد الصليب اللازوردي علمًا لمدينة مرسيليا إلى زمن الحروب الصليبية: ففي ذلك الوقت، كانت الموانئ التي تبحر فيها السفن إلى الأراضي ترفع أعلامًا تحمل صليبًا، رمزًا للأمن والأمان. ويُقال إن الصليب اللازوردي قد اختير لبثّ الثقة في الصليبيين وجذبهم إلى الميناء، أو لمنحه لهم تقديرًا للخدمات التي قدمها لهم السكان.
ذُكر الشعار لأول مرة حوالي عام 1254 في النظام الأساسي للمدينة: "de vexillo cum cruce communis Massilie portando in navibus et de alio vexillo" (حول العلم الذي يحمل صليب مرسيليا المشترك والذي يجب أن يحمل على السفن وحول علم آخر). في عام 1257، نصت الاتفاقية الموقعة بين أهل مرسيليا وشارل أنجو، كونت بروفانس، على أنه "في البر والبحر، وعلى متن سفنهم وقواربهم الشراعية وغيرها من المباني، سيواصلون رفع علم بلديتهم بالطريقة المعتادة، وأن علم اللورد الكونت وحده هو الذي يُرفع في المكان الأشرف". يظهر هذا الشعار في الأطلس الكاتالوني المؤرخ عام 1375.
يتميز علم مرسيليا بميزة استخدام مُوثق أقدم من استخدام شعار النبالة، والذي يُرجّح أنه نشأ عنه وليس العكس. يعود أقدم تمثيل للشعار إلى القرن الرابع عشر أو نهاية القرن الثالث عشر، في الكتاب الأحمر للمدينة، حيث تظهر أربعة صلبان زرقاء على خلفية فضية على لوحة مُزخرفة تُصوّر قسم الحاكم. على الرغم من أن مرسيليا جزء من قائمة "المدن الجيدة" التي أنشأها الملك، إلا أن شعارها لا يحمل "الزعيم الأزرق الذي يحمل ثلاث زنابق ذهبية" الذي كانت تُستحقه.

## معرض الصور

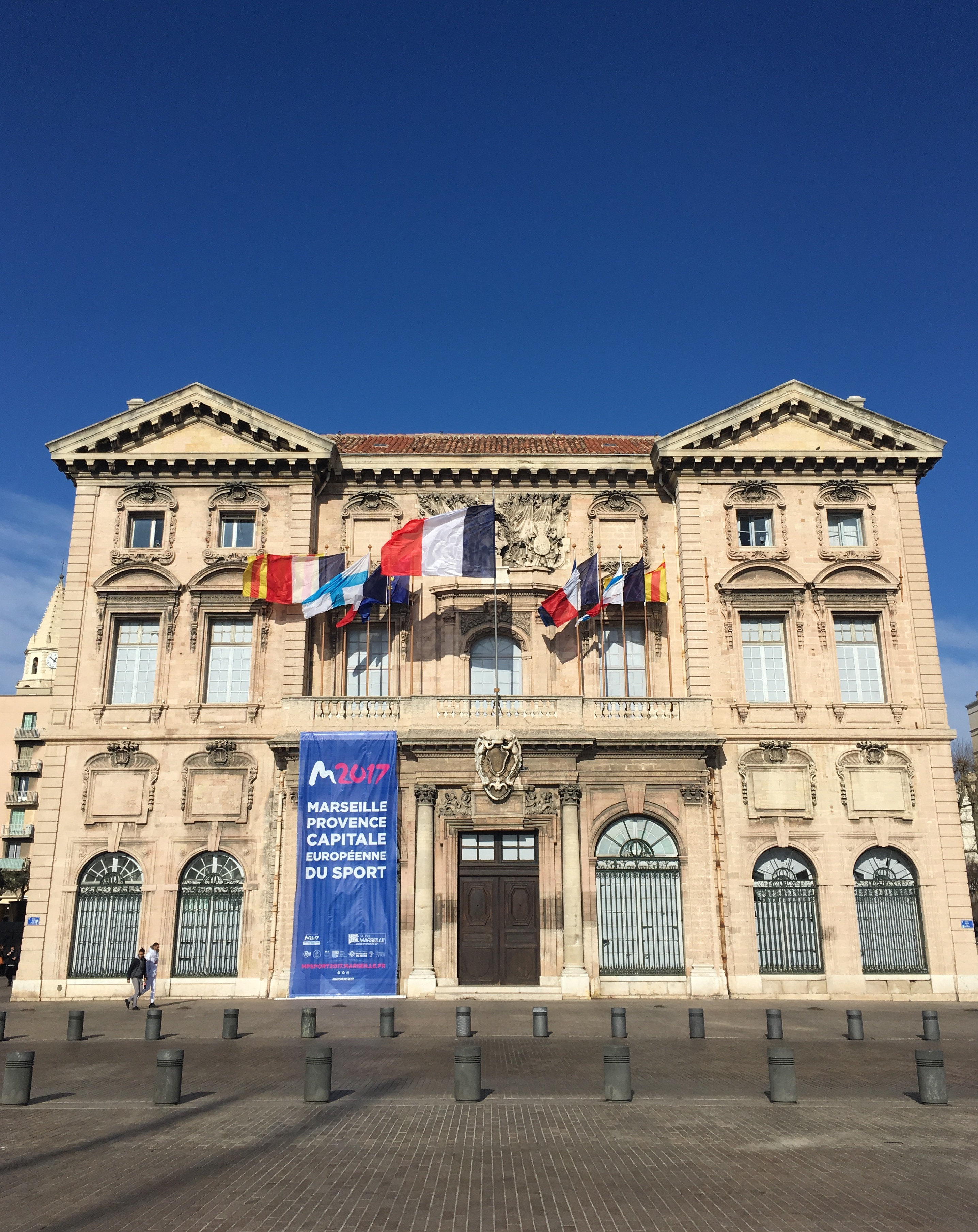
علم مرسيليا مع الأعلام الفرنسية والأوروبية والبروفنسالية على واجهة مبنى البلدية.
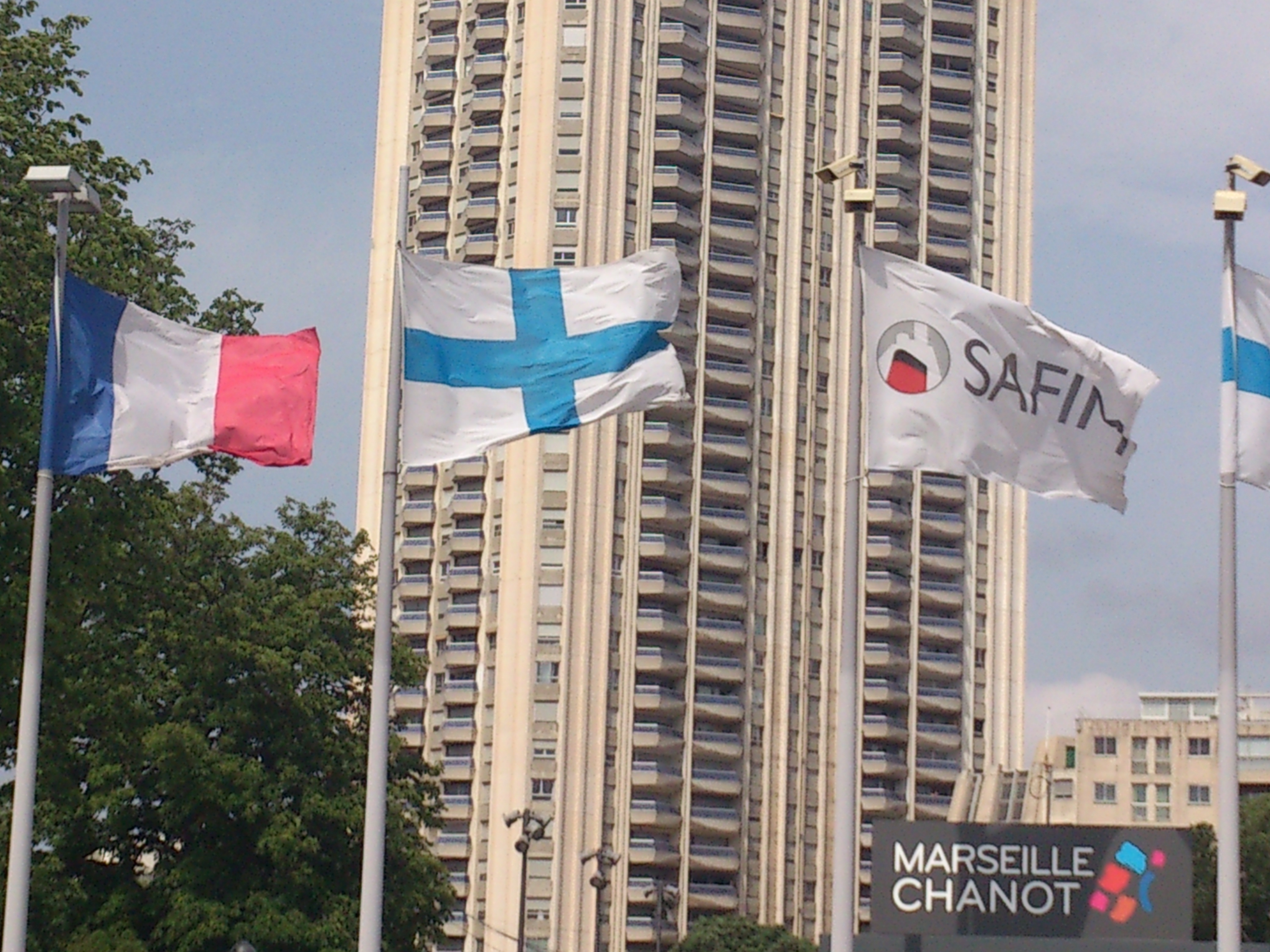
علم مرسيليا في حديقة شانوت.
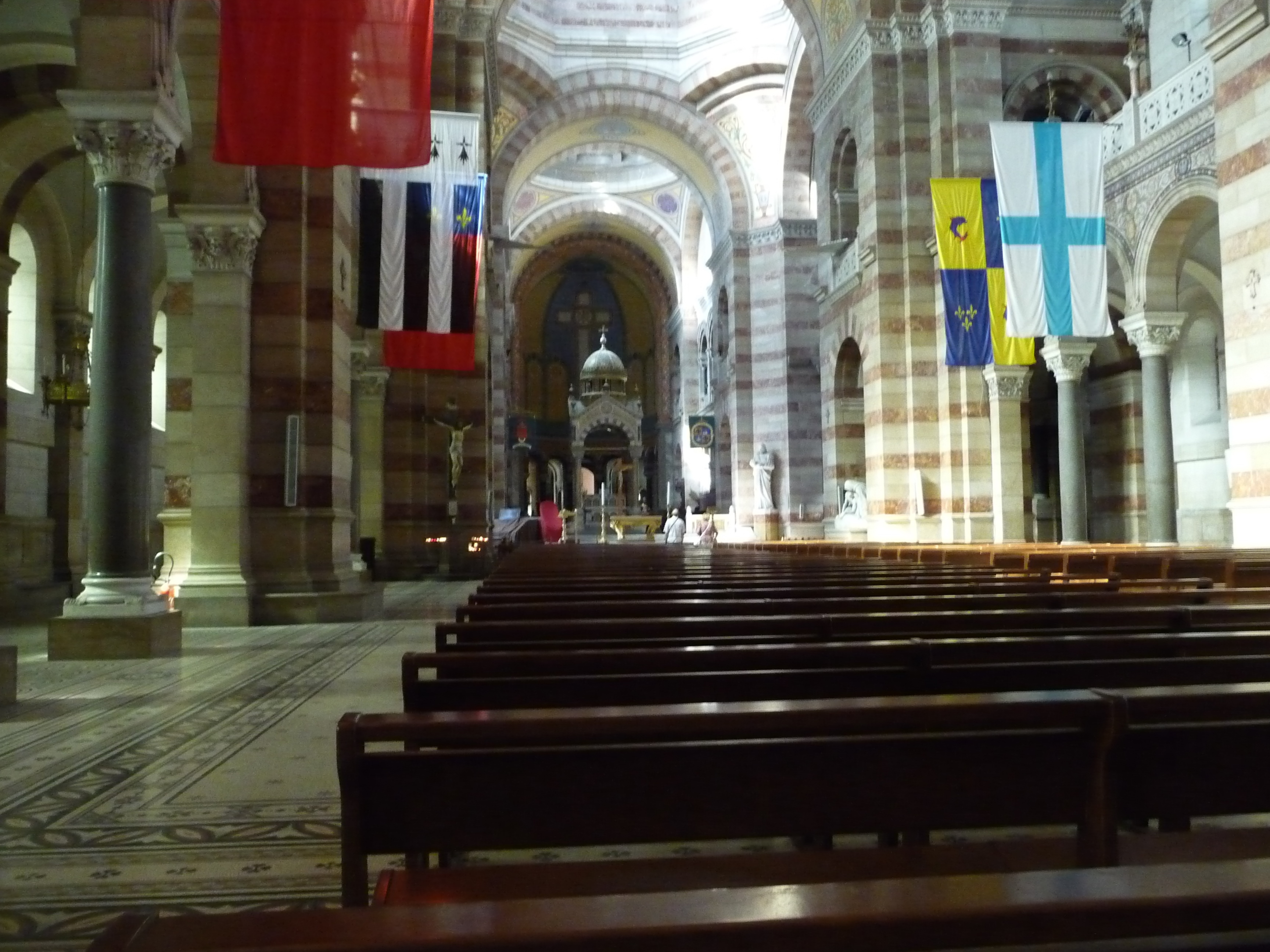
العلم